# Новозуевка
Новозу́евка (укр. Новозуївка, крымскотат. Novozuyevka, Новозуевка) — село в Красногвардейском районе Республики Крым, входит в состав Амурского сельского поселения (согласно административно-территориальному делению Украины — Амурского сельского совета Автономной Республики Крым).

## Население
| 2001 | 2014 |
| ---- | ---- |
| 621  | ↘501 |

Всеукраинская перепись 2001 года показала следующее распределение по носителям языка
| Язык             | Процент |
| ---------------- | ------- |
| русский          | 42.35   |
| крымскотатарский | 35.59   |
| украинский       | 15.46   |
| другие           | 0.64    |

### Динамика численности
| - 1915 год — 162/10 чел. - 1926 год — 249 чел. - 1989 год — 529 чел. | - 2001 год — 621 чел. - 2009 год — 555 чел. - 2014 год — 501 чел. |

## Современное состояние
На 2017 год в Новозуевке числится 4 улицы; на 2009 год, по данным сельсовета, село занимало площадь 62 гектара на которой, в 168 дворах, проживало 555 человек, улицы заасфальтированы, водоснабжение централизованное. В селе действуют сельский клуб, библиотека, фельдшерско-акушерский пункт, магазины, работает эфиромасличная агрофирма «Новозуевская».

## География
Новозуевка — село на юге района в степном Крыму, на правой стороне долины Салгира в среднем течении. Лежит у стыка границ с Белогорским и Симферопольским районами, высота центра села над уровнем моря — 102 м. Соседние сёла: Амурское в 3,5 км на северо-запад, Искра в 3 км на северо-востокж и Харитоновка Симферопольского района в 2,5 км на юг. Расстояние до райцентра — около 32 километров (по шоссе), ближайшая железнодорожная станция — Элеваторная — примерно в 8 километрах. Транспортное сообщение осуществляется по региональной автодороге 35Н-249 от шоссе 35А-002 «граница с Украиной — Симферополь — Алушта — Ялта» до автодороги 35Н-264 Октябрьское — Садовое (по украинской классификации — С-0-10638).

## История
Впервые в доступных документах Ново-Зуевка упоминается в Статистическом справочнике Таврической губернии. Ч.II-я. Статистический очерк, выпуск шестой Симферопольский уезд, 1915 год, согласно которому в деревне Ново-Зуевка Зуйской волости Симферопольского уезда числилось 36 дворов с русским населением в количестве 162 человек приписных жителей и 10 — «посторонних», из которых 85 мужчин и 77 женщин. Жители владели 900 десятинами удобной земли. В хозяйствах имелось 200 лошадей, 40 волов, 45 коров и 40 голов мелкого скота.
После установления в Крыму Советской власти и учреждения 18 октября 1921 года Крымской АССР, в составе Симферопольского уезда был образован Биюк-Онларский район, в состав которого включили село. В 1922 году уезды получили название округов. 11 октября 1923 года, согласно постановлению ВЦИК, в административное деление Крымской АССР были внесены изменения, в результате которых был ликвидирован Биюк-Онларский район и село включили в состав Симферопольского. Согласно Списку населённых пунктов Крымской АССР по Всесоюзной переписи 17 декабря 1926 года, в селе Ново-Зуевка, Чонгравского сельсовета Симферопольского района, числилось 39 дворов, из них 38 крестьянских, население составляло 249 человек, все русские, действовала русская школа. Постановлением КрымЦИКа от 15 сентября 1930 года был вновь создан Биюк-Онларский район (указом Президиума Верховного Совета РСФСР № 621/6 от 14 декабря 1944 года переименованный в Октябрьский), теперь как национальный (лишённый статуса национального постановлением Оргбюро ЦК КПСС от 20 февраля 1939 года) немецкий и Ново-Зуевку включили в его состав.
После освобождения Крыма от фашистов в апреле, 12 августа 1944 года было принято постановление № ГОКО-6372с «О переселении колхозников в районы Крыма» и в сентябре 1944 года в район приехали первые новоселы (57 семей) из Винницкой и Киевской областей, а в начале 1950-х годов последовала вторая волна переселенцев из различных областей Украины. С 25 июня 1946 года Новозуевка в составе Крымской области РСФСР, а 26 апреля 1954 года Крымская область была передана из состава РСФСР в состав УССР. Время включения в Амурский сельсовет пока не установлено: на 15 июня 1960 года село уже числилось в его составе. 30 декабря 1962 года, согласно указу Президиума Верховного Совета УССР «Об укрупнении сельских районов Крымской области», от 30 декабря 1962 года, был упразднён Октябрьский район и село присоединили к Бахчисарайскому, а по указу Президиума ВС УССР «О внесении изменений в административное районирование УССР — по Крымской области» от 1 января 1965 года, включили в состав Красногвардейского. По данным переписи 1989 года в селе проживало 529 человек. С 12 февраля 1991 года село в восстановленной Крымской АССР, 26 февраля 1992 года переименованной в Автономную Республику Крым. С 21 марта 2014 года в составе Крыма аннексирована Россией.